# Stenomesosa rondoni
Stenomesosa rondoni är en skalbaggsart som beskrevs av Stefan von Breuning 1968. Stenomesosa rondoni ingår i släktet Stenomesosa och familjen långhorningar.
Artens utbredningsområde är Laos. Inga underarter finns listade i Catalogue of Life.